# Година тіней
Година тіней (англ. Shadow Hours) — американський трилер 2000 року.

## Сюжет
Майкл намагається порвати зі своїм минулим — наркотиками і алкоголем. Але раптово в його житті з'являється таємничий незнайомець, який представився письменником. Під приводом збору матеріалу для свого роману він змушує молоду людину знов зануритися в запаморочливий вир нічного Лос-Анджелеса. Однак незабаром Майкл починає підозрювати, що його новий знайомий — психопат і, можливо, серійний вбивця.

## У ролях
- Бальтазар Гетті — Майкл Голловей
- Пітер Веллер — Стюарт Чеппелл
- Ребекка Гейхарт — Хлоя Голловей
- Пітер Грін — детектив Стів Андріансон
- Фредерік Форрест — Шон
- Бред Дуріф — Роланд Монтегю
- Майкл Дорн — детектив Томас Грінвуд
- Корін Немек — Вінсент
- Джонні Вітворт — Трон
- Ерройн Ллойд — Міккі
- Клейтон Ленді — диктор
- Річард Молл — бездомний
- Даунтаун Джулі Браун — спікер
- Крістофер Дойл — Суїні
- Тейн МакКлюр — Кіша
- Шеріл Дент — Серена
- Бенджамін Лум — містер Мін
- Стів Халін  — Віллі Вілсон
- Марк Джинтер — Елі Х'юстон
- Монті Фріман — трансвестит 1
- Девора Вайт — трансвестит 2
- Джозеф Рейліч — трансвестит 3
- Алома Райт — медсестра Джонсон
- Ярелі Арісменді — доктор Маршалл